# The Hits of Bonnie Tyler LP
Bonnie Tyler első válogatásalbuma 1978-ból mely több országban aranylemez lett és It's a Heartache és Lost in France című világslágerét is tartalmazza. Csak LP kiadásban jelent meg.

## A kiadványról
30 évvel ezelőtt jelent meg Bonnie Tyler első válogatáslemeze, akkori kiadója, az RCA kiadó gondozásában. A bakelitlemezen a 10 legjobb és toplistás dalai kaptak helyet, mint az It's A Heartache, Lost In France, More Than A Lover vagy éppen a Janis Joplin feldolgozás, a Piece of my Heart. A kiadvány előkelő helyen végzett néhány európai toplistán is. Remek, viszont annál ritkább kiadvány még a digitalizáció előtti korszakból.

## Dalok

### "A" oldal
| # | Dalcím                    | Zeneszerző               | Producer                 | Hossz |
| - | ------------------------- | ------------------------ | ------------------------ | ----- |
| 1 | It’s A Heartache          | Ronnie Scott/Steve Wolfe | Ronnie Scott/Steve Wolfe | 3:31  |
| 2 | Got So Used To Loving You | Ronnie Scott/Steve Wolfe | Ronnie Scott/Steve Wolfe | 3:13  |
| 3 | More Than A Lover         | Ronnie Scott/Steve Wolfe | Ronnie Scott/Steve Wolfe | 4:11  |
| 4 | Piece Of My Heart         | Ragavoy / Berns          | Ronnie Scott/Steve Wolfe | 3:43  |
| 5 | Baby, I Remember You      | Ronnie Scott/Steve Wolfe | Ronnie Scott/Steve Wolfe | 3:19  |

### "B" oldal
| # | Dalcím            | Zeneszerző               | Producer                 | Hossz |
| - | ----------------- | ------------------------ | ------------------------ | ----- |
| 1 | Lost In France    | Ronnie Scott/Steve Wolfe | Ronnie Scott/Steve Wolfe | 4:03  |
| 2 | Love Tangle       | Ronnie Scott/Steve Wolfe | Ronnie Scott/Steve Wolfe | 3:11  |
| 3 | Heaven            | Ronnie Scott/Steve Wolfe | Ronnie Scott/Steve Wolfe | 3:07  |
| 4 | Here’s Monday     | Ronnie Scott/Steve Wolfe | Ronnie Scott/Steve Wolfe | 3:42  |
| 5 | Give Me Your Love | Ronnie Scott/Steve Wolfe | Ronnie Scott/Steve Wolfe | 3:13  |

## Toplista
| The Hits of Bonnie Tyler LP | Legjobb helyezés | Minősítés            |
| --------------------------- | ---------------- | -------------------- |
| Norvégia                    | 1                | Aranylemez           |
| Németország                 | 3                | Aranylemez (300,000) |
| Franciaország               | 5                | Aranylemez           |
| Ausztrália                  | 23               |                      |
| Hollandia                   | 40               |                      |